# Eupelix
Eupelix (лат.) — олиготипический род цикадок, единственный в составе подтрибы Eupelicina из отряда полужесткокрылых.
Встречается в Палеарктике.

## Описание
Цикадки размером 5—9 мм. Стройные, с широкой плоской треугольно-параболической головой. Темя слегка вогнутое, со срединным килем. Известно два вида, из них в фауне бывшего СССР распространён один вид Eupelix cuspidata.
Род Eupelix входит в состав монотипической подтрибы Eupelicina и вместе с подтрибой Paradorydiina (6 родов) в трибу Eupelicini.
- Eupelix cuspidata (Fabricius, 1775) — Палеарктика
- Eupelix flavescens Guérin-Meneville, 1834 — Индонезия